# Requin
Il Requin è stato un sommergibile appartenente alla Marine nationale, prima ed eponima unità della stessa classe. Fu varato dall'arsenale di Cherbourg nel luglio 1924. Unità con un lungo servizio di routine, nel 1941 entrò in disarmo a Biserta e fu catturato dagli italo-tedeschi alla fine del 1942; passato alla Regia Marina, fu forse affondato a Genova il 9 settembre 1943, sebbene il suo destino finale rimanga incerto.

## Caratteristiche tecniche
Il Requin (nome francese dello squalo) era lungo 78,3 metri e poteva operare fino a una profondità di 80 metri. In emersione aveva un dislocamento a pieno carico di 1 168 tonnellate ed era spinto da due motori Diesel (Sulzer o Schneider) che sviluppavano 2 900 shp e garantivano un'autonomia di 6 650 miglia a 10 nodi (12 316 chilometri a 19 km/h). In immersione la spinta era invece fornita da due 2 motori elettrici (1 800 shp) con una molto più modesta autonomia di 105 miglia a 5 nodi (1 945 chilometri a 9,5 km/h). L'armamento era articolato su dieci tubi lanciasiluri da 550 mm, un cannone da 100 mm e un paio di mitragliatrici. L'equipaggio era di 54 uomini.

## Servizio operativo
Il sommergibile Requin fu ordinato nel programma navale della Marine nationale del 1922, inizialmente con il denominativo "Q115". La sua chiglia fu impostata nel cantiere navale dell'arsenale di Cherbourg il 14 giugno di quell'anno e il varo avvenne il 19 luglio 1924; fu completato il 28 maggio 1926.
Assegnato alle acque dell'Impero coloniale francese d'Africa, negli anni successivi espletò un regolare servizio di addestramento intervallato da pattugliamenti. Tra il 1935 e il 1937 andò incontro a una manutenzione completa, al ricambio delle logorate macchine e all'aggiunta di una mitragliatrice pesante da 13 mm sulla falsatorre, al posto delle due originarie mitragliatrici da 8 mm. Con l'inizio della seconda guerra mondiale nel settembre 1939, il Requin (LV R B H Prévost-Sansac de Traversay) e gli altri esemplari della classe condussero crociere di vigilanza al largo dell'Africa e anche nel mar Mediterraneo, in collaborazione con la Royal Navy. Il 22 giugno 1940 la Francia siglò l'armistizio con la trionfante Germania nazista e due giorni dopo anche con l'Italia fascista. Nei termini della resa il Requin, che si trovava agli ormeggi a Biserta con svariati altri sommergibili, dovette rimanere fermo in porto e fu posto in disarmo nella prima metà del 1941. Nel novembre-dicembre 1942 l'Asse occupò il protettorato tunisino e i tedeschi si appropriarono del Requin e di altri tre battelli della classe, che cedettero l'8 dicembre agli alleati italiani. La Regia Marina ridenominò il Requin come FR 113, lo spostò a Genova e cercò di rimetterlo in piena efficienza. L'8 settembre fu reso pubblico l'armistizio di Cassibile e, a Genova, le maestranze ordinarono di autoaffondare diverse unità, compreso il vecchio Requin ancora ai lavori: per due fonti la disposizione fu correttamente eseguita il 9 settembre.
Un'altra fonte afferma che il 9 settembre il sommergibile fu fatto saltare in aria, invece di essere mandato a fondo. Una terza fonte, peraltro, dichiara che i tedeschi riuscirono a catturarlo, anche se cosa ne sia avvenuto in seguito non è chiaro, sebbene sia generalmente ritenuto che fu demolito.